# نصف وجه دامع
نصف وجه دامع هي رواية للكاتب الفلسطيني وليد عودة، صدرت بالعربية عن الدار العربية للعلوم ناشرون سنة 2012، تقع في 199 صفحة. تتضمن ثلاثة وثلاثون فصلاً تسلط الضوء على قضايا اجتماعية ونفسية عميقة تعكس الواقع المعقد للفرد والمجتمع في سياقات متداخلة.

## ملخص الرواية
تحكي رواية نصف وجه دامع للكاتب وليد عودة قصة خالد وسلمى، زوجين تنقلب حياتهما الزوجية إلى سلسلة من الألغاز الغريبة، تبدأ باكتشاف سلمى رسماً مكرراً لنصف وجه فتاة دامعة. يظهر الرسم على أوراق مبعثرة في أماكن مختلفة من المنزل، ما يثير الشكوك والرعب في نفس الزوجة. الملامح الدقيقة للنصف المرسوم والشعر الطويل يشيران إلى وجه أنثوي غريب، والعين التي تذرف الدموع تحتوي بداخلها حرف K، الحرف الأول من اسم خالد. مع تصاعد الأحداث، يبدأ خالد بنفي أي علاقة له برسم الصور، بل يذهب للشك أن سلمى هي التي قد تكون وراءها دون وعي. هذا الصراع يقودهما إلى اللجوء لطبيب نفسي مختص لفهم سر انتشار هذه الرسوم، التي تبدو وكأنها رسالة تحاول الوصول إلى خالد عبر طيات الأوراق المرسومة